# Дохно (зупинний пункт)
Дохно — зупинний пункт (колишня вузлова станція) Шевченківської дирекції Одеської залізниці на вузькоколійній залізниці (ширина — 75 см) Гайворон — Рудниця між станціями Рудниця (28 км) та Бершадь (26 км).
Розташований у селі Дохно, поруч із селом Бондурівка Чечельницького району Вінницької області. Раніше тут знаходилося відгалуження на Чечельник, яке розібране на початку 2000-х років.

## Пасажирське сполучення
Зупиняються приміські поїзди (з 14.10.2021 р відновлено одну пару на добу щоденно) сполученням Рудниця — Гайворон.

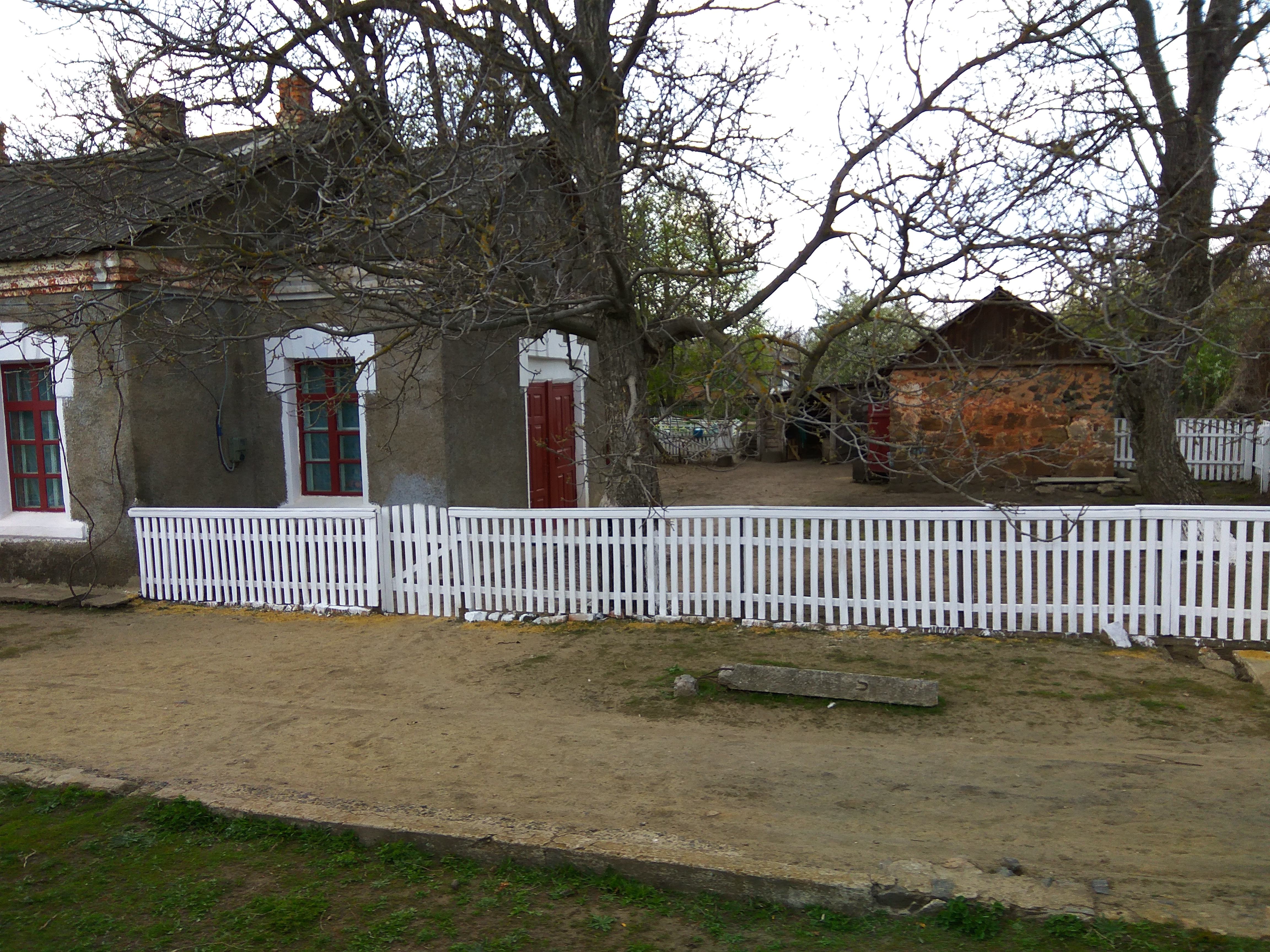
Зупинний пункт Дохно